# 阿卜杜拉·本·阿卜杜勒-阿齐兹·阿勒沙特
阿卜杜拉·本·阿卜杜勒-阿齊茲·阿勒沙特（阿拉伯语：عبد الله بن عبد العزيز آل سعود，ʿAbd Allāh ibn ʿAbd al-ʿAzīz Āl Saʿūd，[ʢæbˈdɑɫ.ɫɐ ben ˈʢæbdæl ʢæˈziːz ʔæːl sæˈʢuːd]；英語: Abdullah bin Abdulaziz Al Saud；1924年8月1日—2015年1月23日），2005年至2015年任沙特阿拉伯第六任國王兼首相、兩聖地監護人。他和前任國王法赫德一樣是沙特阿拉伯开国国王阿勒沙特的兒子之一，自成年開始就履足政壇。1982年，他在王储法赫德登基時被封為儲君，1995年底法赫德国王嚴重中風時曾代理國政，基本上已經大權在握，2005年法赫德駕崩後便依規定繼任成為正式國王。統治期間，阿卜杜拉實施明顯的改革，沙烏地與美國和英國保持著良好的關係，碰巧遇上原油價格高峰，從兩國購入了價值數億的國防設施。阿卜杜拉對於沙特阿拉伯的世俗化有突破性貢獻，給予沙特女性投票和參加奧林匹克運動會的權利；面臨阿拉伯之春爆發時，他仍控制局勢。阿卜杜拉的私人財產大約價值180億美元，是世界第三富有的國家元首；他在2013年的《福布斯》全球最具影響力人物排行中排於第八位。

## 生平
阿卜杜拉1924年8月1日生于沙特阿拉伯首都利雅得，是阿卜杜勒-阿齊茲·本·阿卜杜-拉赫曼（	伊本·沙特）和其妻子法赫达的兒子。幼年起接受宗教（伊斯兰教）教育以及系统的军事教育，1961年擔任麥加地区埃米尔，這是他生平的第一個公職；阿卜杜拉於次年開始擔任沙特阿拉伯国民警卫队隊長直到即位為王，期間亦曾代理國防大臣等職。1964年，他出任沙特阿拉伯国民卫队司令。1975年，在时任国王费萨尔遇刺身亡后被任命为第二副首相。1982年6月，在时任国王哈立德病逝后，其异母兄法赫德国王继承王位，而阿卜杜拉被立为王储兼第一副首相和国民卫队司令。
自1995年起，由于法赫德国王患上中风，健康欠佳，阿卜杜拉长期代表其主持沙特王室和政府事务，执掌着王室和国家的最高权力。2005年8月1日，法赫德国王因病去世，由身为亲王的阿卜杜拉继承王位，成为沙特阿拉伯王国的最高领导人、武装部队最高司令、政府首相兼国民卫队司令。直至2014年12月31日，阿卜杜拉因呼吸困难从沙特阿拉伯首都利雅得郊外的庄园送入市内的阿卜杜拉阿齐兹国王医疗城进行检查。2015年1月2日，沙特阿拉伯王宫办公厅发布公告表示阿卜杜拉国王被医疗小组诊断出患肺炎。
据马来西亚《东方日报》及《诗华日报》报导2015年1月23日，阿卜杜拉国王在医院病逝，享年90岁。美国总统贝拉克·奥巴马发表讲话，对阿卜杜拉去世，表达了他个人和美国人民的哀悼。
繼承人方面，於他在任期間他的異母弟弟兩任儲君分別於2011年與2012年逝世，未能繼承王位，第三任才是他死之後即位的國王薩勒曼·本·阿卜杜勒-阿齊茲·阿勒沙特。

## 任內政绩

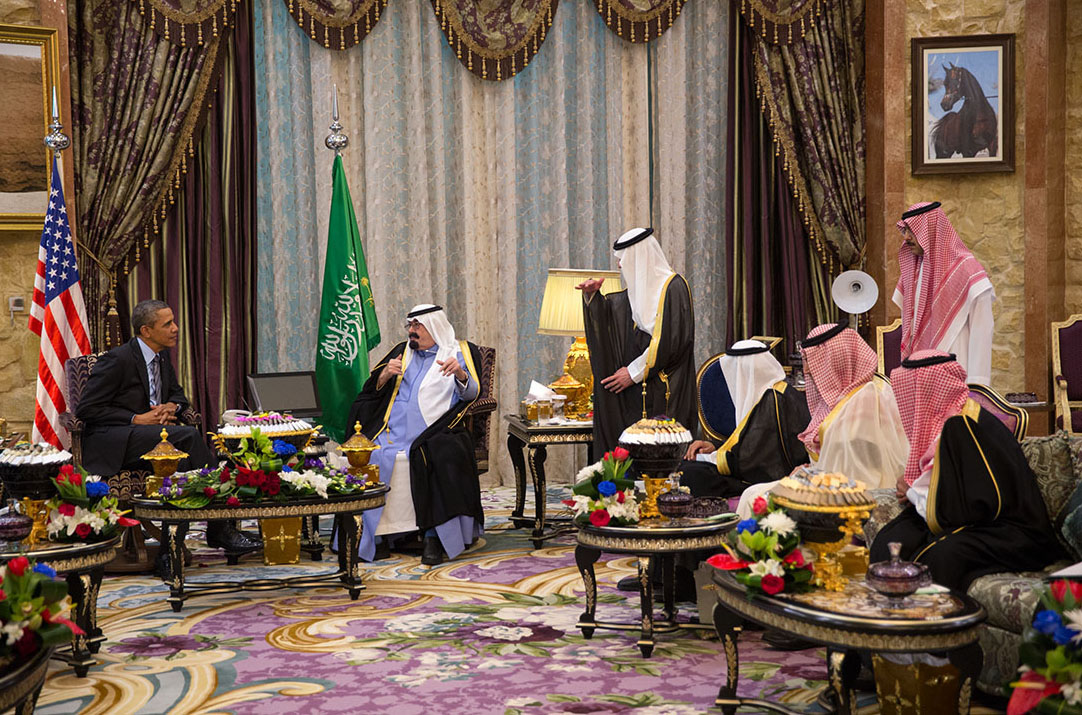
2014年，阿卜杜拉接見到訪的美國總統貝拉克·奧巴馬

面对甫接任国王时糟糕的经济形势，阿卜杜拉采取了一系列被外界认为是大刀阔斧的改革措施，诸如设立最高经济委员会统筹管理社会经济，对部分国有企业实行私有化等等。
囿于政治及社会环境限制，阿卜杜拉在宗教方面的改革则显得较为谨慎，他试图在宗教保守派的反对下，允许沙烏地阿拉伯女性更多地走上社会，包括参与政治及担任公职。
教育方面，他建立了阿卜杜拉国王科技大学，促進了沙特的科研發展。

## 与中国的关系
2006年1月22日至24日，阿卜杜拉国王对中华人民共和国进行了国事访问。这也是自1990年中国与沙烏地阿拉伯建立外交关系以来，沙烏地阿拉伯国王首次访问中国，同时也是阿卜杜拉国王继位以来的首次出访。
访华期间，阿卜杜拉国王同时任中国国家主席胡锦涛、国务院总理温家宝、全国人大常委会委员长吴邦国分别举行了会谈或会见。新华社发布的消息称，在与胡锦涛的会谈过程中，阿卜杜拉对两国关系给予积极评价并明确表示沙特将坚定地奉行一个中国的政策，致力于推动两国关系深入发展。
2015年1月23日，在阿卜杜拉逝世后，中国国家主席习近平向新任国王萨勒曼致唁电。据官方的新华社报道，习近平代表中国政府和人民，对阿卜杜拉国王逝世表示深切的哀悼。在报道中，习近平还对阿卜杜拉国王做了高度评价，称其是“沙特阿拉伯的卓越领导人”。习近平同时表示“我对此（阿卜杜拉逝世）深感痛惜”。
在同日中国外交部举行的例行记者会上，发言人华春莹在回答记者提出的有关阿卜杜拉国王逝世的问题时称，“阿卜杜拉国王是沙烏地阿拉伯杰出领导人”、“在沙烏地阿拉伯国内外享有很高威望”。在提及两国关系时，她将阿卜杜拉称作“中国人民的好朋友”，称其“为深化中沙友谊与合作作出重要贡献”。她同时宣布称，中国国务委员杨洁篪会作为中国国家主席习近平特使前往沙烏地阿拉伯吊唁。

## 个人興趣
阿卜杜拉国王喜好读书、赛马和沙漠旅行。他极为推崇阿拉伯民族文化，并亲自创建阿拉伯马术队。他建立了两所图书馆，分别位于利雅得和卡萨布兰卡。

## 荣誉

### 外国勋章奖章
- 芬兰白玫瑰大十字勋章附颈饰（芬兰，2007年[22]）